# Boletina subtrivittata
Boletina subtrivittata är en tvåvingeart som beskrevs av Zaitzev 1994. Boletina subtrivittata ingår i släktet Boletina och familjen svampmyggor. Inga underarter finns listade i Catalogue of Life.